# Henese Fleck
Der Henese Fleck (auch: den Heenese Vlek) ist eine Geheimsprache, die von Kiepenträgern, also fahrenden Händlern, aus der niederrheinischen Gemeinde Breyell genutzt wurde, um sich auf ihren Reisen untereinander zu verständigen.
Friedrich Kluge sprach in seiner Arbeit zum Rotwelsch (siehe Literatur) vom Henese Fleck als der „überraschendsten und seltsamsten deutschen Geheimsprache überhaupt“. In einer soziographischen Feldstudie aus der zweiten Hälfte der 1940er Jahre wurde der Henese Fleck wie folgt bewertet: „ein deutliches Zeichen der früher hier bestehenden Absonderung nach außen“ sowie „zur Abschließung gegen Ortsfremde und zur Beschränkung persönlichen und beruflichen Zusammengehörigkeitsgefühls allein auf die Mitbewohner seines kleinen Siedlungsgebietes“.
Der Henese Fleck hat seinen Ursprung vermutlich in der Zeit der Teilung der Herzogtümer Kleve und Jülich-Berg kurz vor dem Dreißigjährigen Krieg oder aber in der Zeit des Krieges selbst, dem bis ins 19. Jahrhundert hinein wachsenden Schmuggel, und dem damit einhergehenden Bedarf nach einer Verständigungsmöglichkeit für Eingeweihte. Sie dürfte damit etwa 200 bis 300 Jahre alt sein.
Die Sprache besteht aus einem älteren Teil, der sich vor allem in Personalpronomina und Zahlwörtern findet, und einem neueren Teil vom Ende des 18. Jahrhunderts, in dem die regionale Mundart, das Limburgische, als Quelle vorherrscht. Aus dem älteren Teil stammt auch die Bezeichnung: „Henes“ bedeutet „schön“, „gut“, „stark“ und Ähnliches, „Fleck“ (oder auch „Flick“) schlicht „Sprache“. Hier bestehen auch Verbindungen zu ähnlichen Sprachen des Großraums, der Händlersprache aus Maastricht und Heerlen (Overmaas), aber auch dem Bargundsch aus der Gegend um Brügge und Oudenaarde in Flandern sowie der westfälischen Tjötten-Sprache aus der Gegend von Ibbenbüren und Tecklenburg.
Eine statistische Analyse des Wortschatzes von rund 800 Begriffen ergibt eine überwiegende Herkunft aus dem Rotwelschen (75 %), gefolgt vom Limburgischen (30 % mit offensichtlich rund 5 % Unsicherheit oder Überschneidungen) und vereinzelten Anleihen aus anderen Sprachen, wie Französisch, Latein, Jiddisch und Tschechisch.
Auffallend ist, dass ihre Zahlwörter weder mit der Mundart noch mit dem in der Mehrzahl der Rotwelsch-Dialekte üblichen Jüdisch-Deutschen übereinstimmen und auch sehr große Zahlen benennen.
Heenese Fleck und das umgebende Limburgische Platt ähneln sich in der Benutzung von Wohlklangslauten bei Geschlechtswörten vor bestimmten männlichen Hauptwörtern. So heißt „Kennst Du den Mann?“ übersetzt „Holt Zinoetes dem Blag?“

## Wortbeispiele
- minuetes (ich), tsinuetes (du)
- een (eins), parts (zwei), troms (drei), notringskes (vier), holf krütskes (fünf), schpöerkes (sechs), schpöerkes on een (sieben), … , krütskes (zehn), krütskes on een (elf), … , parts krütskes (zwanzig), … , holf uer (fünfzig), … , uer (hundert), … , krütskes uer (tausend), krüts-krütskes uer (zehntausend)
- tsipken (ja)
- Bengk (Mann), Tuere (Frau), Jronts (Kind), Wööles (Junge), Flitsch/Tüerke (Mädchen), Näte (Vater), Tomp (Ehefrau), Nätesentuere (Mutter)
- Baischüerer (Krämer), Huts (Bauer), Kläter (Schneider), Jenes (Soldat), Piepenterger[4] (Orgelspieler)
- Bäälert (Schaf), Kroates (Schwein), Jöök (Kalb), Höbel (Hund), Hork/Mearte (Katze), Kärperaal (Hahn), Schrup (Henne), Bööterd (Gans), Lookhööt (Hase), Vaarhear (Ziege), Jöelert (Esel)
- Rüül (Handel), Huf (Schmuggel), Kwok (Gewinn)
- Fleck, Vlek (Sprache), flicken, vleke (sprechen), Fimp (Lüge, Unwahrheit Übertreibung), fimpe (übertreiben, schwindeln, lügen), Wup (Waage), wupe (wiegen, schwanken, zittern)
- luren (schauen), lusteren (horchen, (hin)hören), Lusterkos (Beichtstuhl), Lusterlopp (Ohr, Ohrläppchen) [5]
- Kni-el (Zimt)[6]
- kölschen (Klicker spielen)[7]
- den heenese Poi[8] (großes Wasser – der Rhein), de loke Poi (kleines Wasser – die Maas)

## Grammatik
Wie im Deutschen kann man im Heenese Fleck durch Aneinanderhängen zusammengesetzte Dingwörter bilden.

### Deklination
Beim Deklinieren gibt es drei grammatische Geschlechter und zwei Numeri, wie im Deutschen. In der Einzahl werden männliche Wörter mit dem bestimmten Artikel de/te/den/ten/dem, weibliche mit die/de/te und sächliche mit dot/dat/et versehen, der bestimmte Artikel der Mehrzahl ist immer die/de/te. Die deutsche Unterscheidung in vier Fälle kennt man nicht. Der besitzanzeigende Fall wird mit von oder dem X sein/ihr Y umschrieben, wie in allen Lokalsprachen im Westen des deutschen Sprachraumes und im Niederländischen. Fürwörter bilden deutlich weniger unterschiedliche Formen, als im Deutschen. Alle diese Eigenschaften stimmen weitgehend mit dem Breller Plot überein.

### Konjugation
In der Konjugation unterscheidet man drei Personen und zwei Numeri wie im Deutschen. Es gibt die Gegenwart, erste, zweite, und dritte Vergangenheit sowie die einfache Zukunft. Die bedingten Zeitformen fallen formal mit der zweiten und dritten Vergangenheit zusammen. Die Befehlsform unterscheidet nicht zwischen Ein- und Mehrzahl und fällt formal mit der zweiten Person Einzahl der Gegenwart zusammen. Drei Tätigkeitswörter sind unregelmäßig beziehungsweise stark, alle anderen werden regulär konjugiert.